# Winnipeg Is a Frozen Shithole
Winnipeg Is a Frozen Shithole è un album in studio del musicista breakcore canadese Venetian Snares, pubblicato nel 2005. 

## Tracce
1. Winnipeg Is a Frozen Shithole – 4:32
2. Winnipeg Is a Dogshit Dildo – 3:53
3. Winnipeg Is Fucking Over – 6:25
4. Winnipeg Is Steven Stapleton's Armpit – 2:52
5. Die Winnipeg Die Die Die Fuckers Die – 7:01
6. Winnipeg as Mandatory Scat Feed – 6:49
7. Winnie the Dog Pooh (Not Half Remix) – 4:07
8. Winnipeg Is a Boiling Pot of Cranberries (Fanny Remix) – 4:21
9. Die Winnipeg Die Die Die Fuckers Die (Spreading the Hepatitis SKM-ETR Style) – 5:17